# Banque franco-polonaise
La Banque franco-polonaise (Bank Francusko-Polski) est une ancienne banque française.

## Histoire
La Banque franco-polonaise est créée en 1920 par quatre banques françaises (Banque de Paris et des Pays-Bas, Banque de l'Union parisienne, Société générale et Crédit industriel et commercial). 
Son siège social se trouve à Paris, 15, rue des Pyramides. Elle dispose à sa création d'une succursale en France (Lyon) et de quatre succursales en Pologne (Varsovie, Gdynia, Katowice et Poznań), puis une dans la Ville libre de Dantzig à partir de 1925.
La banque est liquidée en 1963.

## Sources
- Edmund Cieślak, Bankierzy i banki w dziejach Gdańska, 1998
- Henri Claude, Histoire, réalité et destin d'un monopole : la Banque de Paris et des Pays-Bas et son groupe (1872-1972), 1969
- Hubert Bonin, La Banque de l'union parisienne (1874/1904-1974) : histoire de la deuxième grande banque d'affaires française, 2001